# کیک لوبیای قرمز
کیک لوبیای قرمز (انگلیسی: Red bean cake) نوعی کیک چینی با خمیر لوبیا قرمز شیرین یا آنکو است. انواع منطقه ای زیادی وجود دارد.